# 三和エナジー
三和エナジー株式会社（さんわエナジー）は、日本の石油製品小売業者である。宇佐美グループに属する。

## 概要
神奈川県横浜市に本社が所在する。燃料配送事業業界で唯一、クレジットカード支払い機能を搭載した車両を持ち、クレジットカード支払が可能な燃料配送を行っている。タンクローリーには「カードOK」のデザインがされている。
東日本（北海道を除く）に計12ヶ所のエナジーポイント（配送拠点）があり、燃料小売配送では業界トップの広域配送ネットワークを持つ。
2009年より東京23区内の灯油販売も開始した。2010年6月より環境志向の高いバイオ燃料、毒性が極めて低い生分解性バイオ潤滑油の販売も開始した。バイオ潤滑油に関しては、ネットショップ「バイオブレンド ジャパン」での販売も行っている。

## 主な事業
燃料配送事業
関東一円をタンクローリーで走り、燃料や石油製品他を配送、販売する。タンクローリーには白色と黄色の2種があり、黄色のタンクローリーにはエナジーエクスプレスのマスコットガールが描かれている。2008年9月よりクレジットカードによる決済が可能になった。
EESS事業（EMERGENCY ENERGY SUPPORT SYSTEMの略称）
地震などの災害発生時に起こる停電対策として、利用者が所持する非常用発電機へ24時間365日体制で燃料を配達する事業。活動実績は、2000年三宅島噴火、2004年新潟県中越地震、2006年東京大停電、2007年新潟中越沖地震、2011年東北地方太平洋沖地震など。
バイオ事業
バイオ燃料（B5・B100）の販売を2010年6月1日より開始した。B5の製造には、経済産業省の軽油特定加工業者登録が必要で三和エナジーでは2009年11月に業者登録を取得している。2011年4月にはエナジーポイント埼玉中央にて大規模なB5製造プラントを設置し関東一円でのB5販売を行っている。
fuL（フューエル）事業
次世代重機用燃料fuL（フューエル）の販売を2015年3月1日より開始。fuLは、fuel燃料の意味、full最高の意味とfuture未来の意味を掛け合わせて作った造語。3次規制などの新型重機にも対応した次世代重機用燃料。地方税の定める軽油の範囲外であり、環境条例とオフロード法に適合した軽油に比べて低価格で環境対応したクリーンな次世代燃料の販売事業。

## 沿革
- 1967年12月 - 『株式会社共石六角橋サービスステーション』設立。資本金100万円。
- 1983年5月 - 共同石油株式会社（現・ENEOS）の特約店となる。
- 1985年
  - 4月 - 神奈川県横浜市にエナジーポイント横浜開設。
  - 10月 - 本社を神奈川県横浜市篠原町に移設。
- 1988年9月 - 神奈川県相模原市にエナジーポイント西東京開設。
- 1991年3月 - 神奈川県平塚市に平塚機材センター開設。
- 1993年
  - 4月 - 茨城県常総市にエナジーポイント茨城南開設。
  - 6月 - エナジーポイント横浜拡張、新社屋完成。
- 1994年4月 - 本社登記を現住所へ移転。
- 1999年10月 - 三和エナジー株式会社へ商号変更、千葉県市原市にエナジーポイント千葉中央開設。
- 2001年4月 - 緊急時燃料供給システム（EESS）事業開始。
- 2003年8月 - 埼玉県上尾市にエナジーポイント埼玉中央開設。
- 2005年8月 - エナジーエクスプレス事業開始。
- 2007年
  - 5月 - 東京都江戸川区に東京支店開設。
  - 2007年10月 - 東京都江戸川区にエナジーポイント東京東開設。エナジーポイント西東京が、エナジーポイント相模原に商号変更。
- 2008年
  - 2月 - 埼玉県越谷市にエナジーポイント埼玉東開設。
  - 9月 - 資本金8,000万円を9,000万円に増資
  - 11月 - 東京都東久留米市にエナジーポイント東京西開設
- 2009年4月 - 山梨県笛吹市にエナジーポイント相模原・山梨出張所開設。
- 2010年
  - 2月 - エナジーエクスプレス事業終了。クレジットカード決済運用本稼動。
  - 6月 - バイオ事業開始。
- 2011年
  - 3月 - エナジーポイント埼玉中央B5製造プラント竣工。
  - 7月 - 宮城県宮城郡利府町にエナジーポイント仙台開設。
- 2014年1月 - 岩手県釜石市にエナジーポイント釜石、福島県いわき市にエナジーポイントいわきをそれぞれ開設。
- 2015年3月 - 次世代燃料「fuL(フューエル）」販売開始。
- 2016年
  - 3月 - エナジーポイント湘南開設。
  - 4月 - エナジーポイント郡山開設
  - 8月 - 東京事務所開設。
- 2017年4月 - 栃木県さくら市にエナジーポイント宇都宮開設

## 関係会社
- 神奈川三和有限会社
- 東京三和有限会社
- 茨城三和有限会社
- 千葉三和有限会社
- 埼玉三和有限会社
- 東北三和株式会社
- 有限会社ジャパンテクノロジーサービス（2019年4月に三和エナジーに吸収合併）